# Camino Primitivo
Il Camino Primitivo (in italiano: Cammino primitivo), conosciuto anche come Camino del Norte del Interior, è una delle vie che compongono il Cammino di Santiago di Compostela. Ha inizio nell'antica capitale delle Asturie, Oviedo, e raggiunge Santiago di Compostela passando per la città di Lugo, in Galizia. Nella località di Melide, confluisce nel Cammino Francese per gli ultimi 54 km.

## Storia
Il nome primitivo deriva dal fatto che questa via è stata quella percorsa dal primo pellegrino conosciuto, Alfonso il Casto, il quale, venuto a sapere del ritrovamento del corpo del Santo una quindicina di anni prima, nel 829 partì dalla sua capitale alla volta del monte Libredòn, dove fece costruire la prima chiesa sul punto in cui oggi sorge la Cattedrale di Santiago di Compostela. 
Il Cammino fu percorso anche dal re asturiano Alfonso il Magno, che nel 899 fece costruire una seconda basilica, più grande della precedente.
Per circa un secolo, il Camino Primitivo rimase la principale via di pellegrinaggio verso Santiago. A partire dal 925, quando la capitale del Regno delle Asturie venne spostata a Leon dal re Fruela II e il progressivo ampliamento dei regni cristiani rese accessibili gli altipiani della Castiglia, i pericolosi e impervi sentieri asturiani vennero abbandonati, in favore dei più agevoli e sicuri sentieri della Meseta, originando quello che oggi è conosciuto come Cammino Francese.
Nel 2019 hanno percorso il Cammino Primitivo 15 780 pellegrini, pari al 4,52% di coloro che hanno completato il Cammino di Santiago.

## Onorificenze
Nel 2015 il Camino Primitivo, insieme al Camino del Norte, è stato riconosciuto dall'UNESCO Patrimonio dell'umanità, come estensione del bene culturale precedentemente inserito nella lista nel 1993. Si tratta del massimo riconoscimento che può ricevere un bene culturale.